# Maria Franz

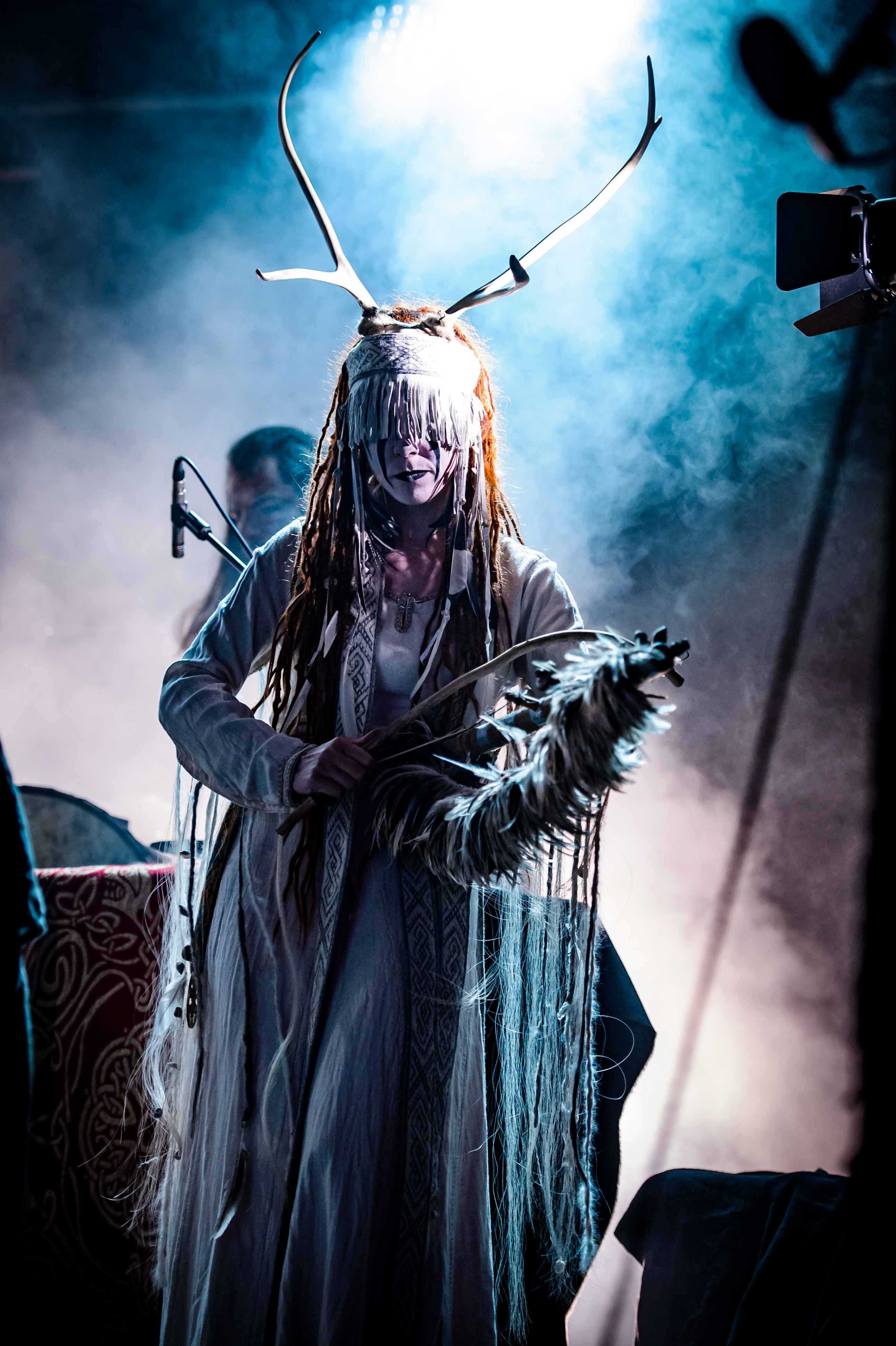
Maria Franz mit Heilung beim Wacken Open Air 2018

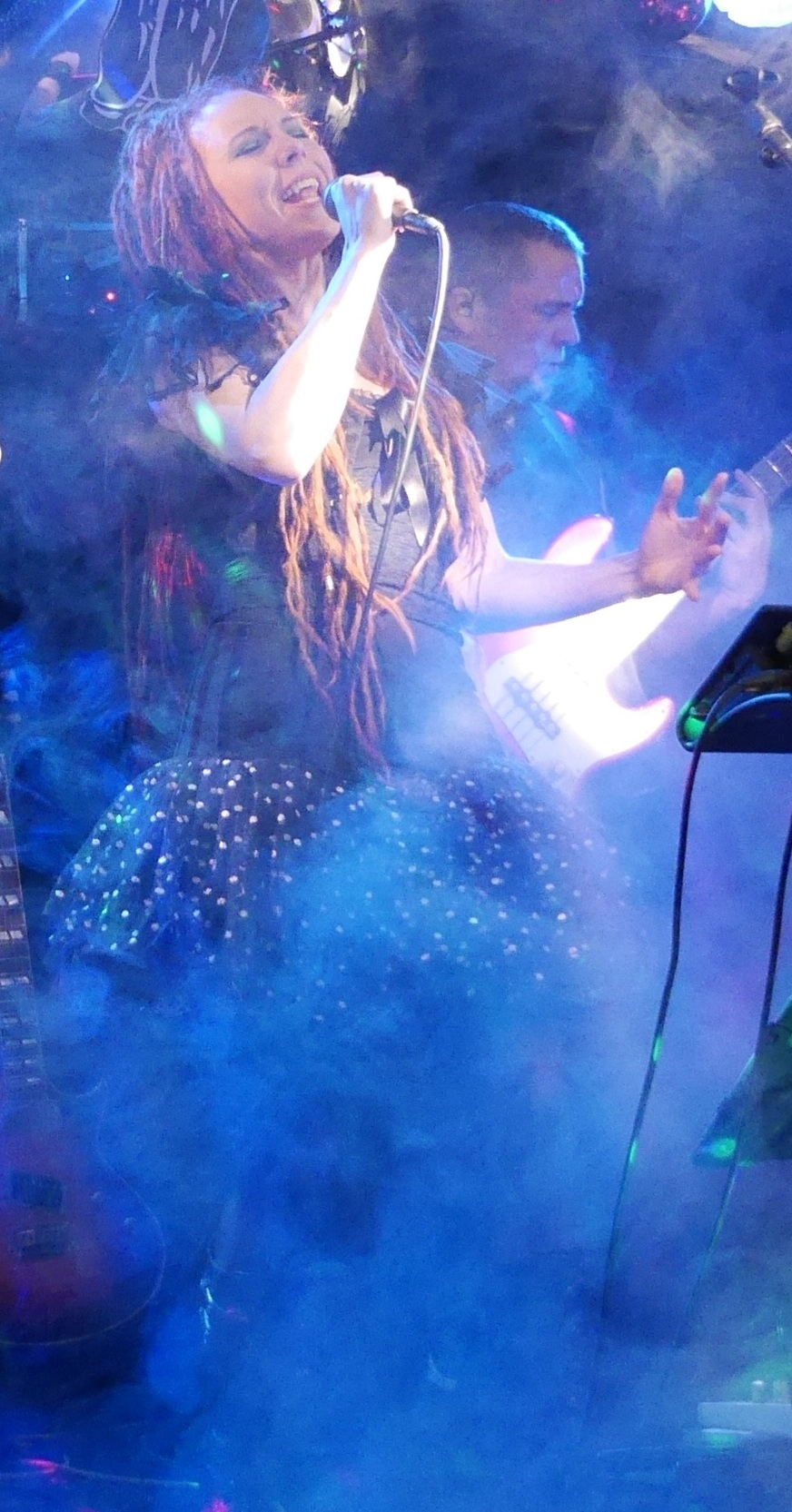
Maria Franz mit Euzen 2015

Maria Franz (* 16. Oktober 1981) ist eine norwegische Musikerin und Produzentin.

## Leben
Franz wurde vor allem bekannt als Sängerin der dänisch-norwegischen Band Euzen und der deutsch-dänisch-norwegischen Nordic-Ritual-Folk-Band Heilung.
Sie absolvierte während ihrer Schulzeit drei Jahre das Fach Volksmusik und war als Jugendliche im Live Action Role Playing aktiv. Später absolvierte Franz eine Kulturprojektleiterausbildung an der Hochschule Lillehammer.
Zusammen mit ihrem damaligen Freund und Mitbewohner Christopher Juul gründete sie 2008 die Bands Euzen und 2016 Songleikr. Franz trat kurz nach der Gründung von Heilung der Band als Sängerin bei und produziert ihre Musikvideos. Sie war zudem Gastsängerin in verschiedenen Bands wie beispielsweise Valravn, Ehwaz, Omnia und im Musical Sverdet und war bzw. ist Kulturkoordinatorin bei Kultur Østerbro, im Kulturcenter Kildevand und Havnekulturkontoret Nordvand.

## Einflüsse
Laut eigenen Aussagen ist Franz seit vielen Jahren vom Folk-Genre fasziniert. Insbesondere hatte die schwedische Band Hedningarna (Die Heiden) und die isländische Sängerin Björk einen großen Einfluss auf ihre musikalische Entwicklung.

## Diskografie

### Skvalthr
- 2008: Gullfoss

### Euzen
- 2009: Eudaimonia
- 2011: Sequel
- 2015: Metamorph
- 2015: Live From The Euzeniverse (DVD)

### Songleikr
- 2016: Godtfolk

### Heilung
- 2015: Ofnir
- 2017: Lifa
- 2019: Futha
- 2022: Drif